# Dante Olivieri
Dante Olivieri (geboren 25. Januar 1877 in San Bonifacio; gestorben 2. Januar 1964 in Mailand) war ein italienischer Philologe und Dialektologe.

## Leben und Werk
Olivieri studierte an der Universität Padua, die er 1900 mit einer Arbeit über die Toponomastik Venetiens abschloss. Das überarbeitete Werk wurde 1914 veröffentlicht. Der als lebhaft und unruhig beschriebene Olivieri arbeitete zunächst als Lehrer an verschiedenen über ganz Italien verstreute Gymnasien. 1924 erhielt er seine Lehrberechtigung in Dialektologie und war anschließend als Privatdozent an der Universität Mailand tätig.
Fortan beschäftigte er sich vor allem mit der Toponomastik Apuliens, Venetiens, der Emilia, der Romagna, der Lombardei, des alpinen Raums und des Piemont. Zwischen 1936 und 1940 arbeitete er mit Giulio Bertoni zusammen und lieferte alle Einträge mit dem Anfangsbuchstaben C für den ersten Band des Vokabulars der italienischen Sprache. Anschließend arbeitete er bis 1963 für die von Bruno Migliorini herausgegebenen Zeitschrift Lingua nostra. Des Weiteren veröffentlichte er zwischen 1954 und 1963 regelmäßige Beiträge zu linguistischen Fragen und zur Anthroponymie in den Zeitschriften Epoca und Storia Illustrata.
Dante Olivieri war ein anerkannter Wissenschaftler in den Bereichen Ortsnamen- und Personennamenforschung. Mit Hilfe seines methodischen Vorgehens, das sich auf phonetische Kenntnisse der Dialekte und Quellenforschung stützte, verhalf er der Namenforschung zu wissenschaftlichem Ansehen. Für seine Studien wurde er mehrmals ausgezeichnet unter anderem von der Accademia dei Lincei.

## Veröffentlichungen (Auswahl)
- Marco Polo: il Milione: secondo la riduzione italiana della Crusca riscontrata sul manoscritto arricchita e rettificata mediante altri manoscritti italiani. Laterza, Bari 1912.
- I cognomi della Venezia Euganea: Saggio di uno studio storico-etimologico. L. S. Olschki, Geneve 1923.
- Dizionario di toponomastica lombarda: nomi di comuni, frazioni, casali, monti, corsi d’acqua, ecc. della regione lombarda, studiati in rapporto alla loro origine. La famiglia meneghina, Mailand 1931.
- Dizionario etimologico italiano, concordato con i dialetti, le lingue straniere e la toponomastica. Ceschina, Mailand 1953.